# Серослав (Великопольське воєводство)
Серослав (пол. Sierosław) — село в Польщі, у гміні Тарново-Подґурне Познанського повіту Великопольського воєводства.
Населення — 575 осіб (2011).
У 1975-1998 роках село належало до Познанського воєводства.

## Демографія
Демографічна структура станом на 31 березня 2011 року:
|          | Загалом | Допрацездатний вік | Працездатний вік | Постпрацездатний вік |
| -------- | ------- | ------------------ | ---------------- | -------------------- |
| Чоловіки | 290     | 84                 | 185              | 21                   |
| Жінки    | 285     | 73                 | 173              | 39                   |
| Разом    | 575     | 157                | 358              | 60                   |